# Ozjorny
Ozjorny (Russisch: Озёрный) of Ozerny (Озерный) is een plaats (posjolok) in het zuiden van het district Ioeltinski in het oosten van de Russische autonome okroeg Tsjoekotka. De plaats ligt op ongeveer 13 kilometer ten noorden van het districtcentrum en de haven Egvekinot, aan de verharde weg van Egvekinot naar het Tsjoektsjendorp Amgoeëma en verder naar de verlaten mijnplaats Ioeltin. De plaats telde ongeveer 617 inwoners begin 21e eeuw tegen 1.001 begin 1996. De inwoners bestaan vooral uit Russen.
In de plaats bevinden zich een middelbare school, communicatiecentrum en een winkel.
Ten noorden van de plaats bevindt zich een voormalige lagpoenkt (gevangenenkamp) van de Tsjoekotstrojlag van de Goelag. Op 11 kilometer ten noorden van Ozjorny, op de plek waar de noordpoolcirkel de weg kruist, bevindt zich sinds de jaren 1970 een metalen boog over de weg die de poort naar de Arctis symboliseert.

## Geschiedenis
De plaats werd gebouwd door Goelagdwangarbeiders voor de behuizing van de arbeiders en het management van de nabijgelegen dieselelektriciteitcentrale (Oost-Tsjoekotse GRES) voor het mijnbouw- en ertsveredelingsbedrijf van Ioeltin. De weg naar Ioeltin werd voltooid in 1951, de plaats en elektriciteitscentrale in 1952. In de jaren 1960 kwamen er ook geologen van het mijnbouwbedrijf te wonen. In de jaren 1990 sloten de mijnen en het ertsveredelende bedrijf en daarmee werd ook de elektriciteitscentrale overbodig en gesloten. De geologen verdwenen ook uit de plaats. Er bevindt zich echter ook een districtselektriciteitscentrale (EGRES met 24 MW; in werking sinds 1959) voor de energievoorziening van Egvekinot, die nog wel in bedrijf is.
Bestuurlijk centrum: Egvekinot

Amgoeëma · Billings · Ioeltin(†) · Konergino · Leningradski(†) · Mys Sjmidta · Noetepelmen · Oeëlkal · Oesjakovskoje(†) · Ozjorny · Poljarny(†) · Ryrkajpi · Vankarem · Vostotsjny(†)